# Berta Cáceres
Berta Isabel Cáceres Flores (Honduras, 4 marzo 1971, 1972 o 1973 – La Esperanza, 2 marzo 2016) è stata un'ambientalista e attivista honduregna.

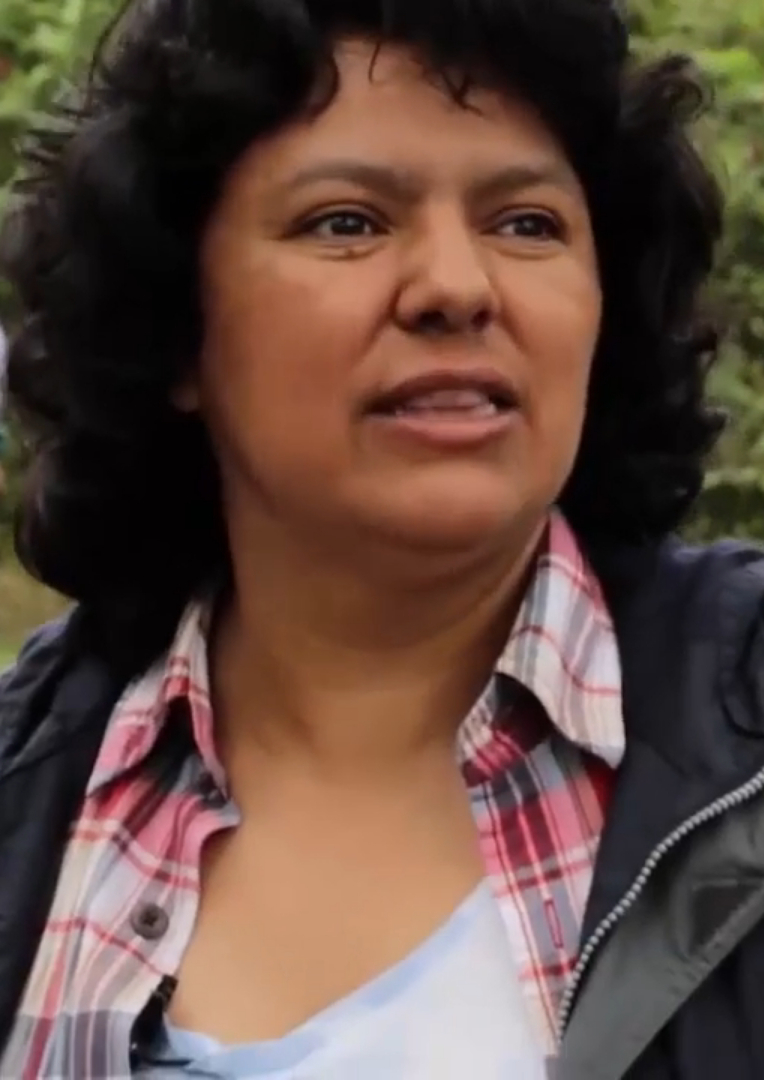
Un ritratto di Berta Cáceres

Leader del popolo indigeno Lenca  e cofondatrice del Consiglio delle organizzazioni popolari ed indigene dell'Honduras (COPINH)., è stata insignita di diversi premi, tra cui il Goldman Environmental Prize 2015, per la campagna di salvaguardia ambientale con cui è riuscita a evitare la costruzione di una diga sul Río Gualcarque, considerato sacro dai Lenca, ad opera di una joint venture tra la compagnia honduregna DESA e la cinese Sinohydro, il più gran costruttore di dighe al mondo. Dopo anni di minacce, è stata assassinata nella sua casa da intrusi armati nelle prime ore del 2 marzo 2016.

## Biografia
Cresciuta nel clima violento dell'America Centrale, ha preso ispirazione dalla madre Berta Flores, ostetrica proveniente da El Salvador e impegnata nel sociale.
Ha frequentato l'università, ottenendo un'abilitazione all'insegnamento e fondando già nel 1993 il Consejo Cívico de Organizaciones Populares e Indígenas de Honduras (COPINH), organizzazione dedita alla difesa dell'ambiente nel Dipartimento di Intibucá e alla salvaguardia degli indigeni Lenca.
Durante la campagna contro la diga, iniziata nel 2006, la Cáceres riferì di intimidazioni frequenti anche da parte di militari. Nel luglio 2013 essi aprirono il fuoco sui manifestanti, uccidendo un membro del COPINH e ferendone altri tre. La Cáceres fu inoltre sottoposta da un tribunale a provvedimenti restrittivi.

### Ambientalismo in Honduras
Dal golpe del 2009 l'Honduras ha in effetti conosciuto una crescita esponenziale di progetti a forte impatto ambientale, come l'apertura di miniere e la creazione di dighe, che minacciano l'ecosistema e le comunità indigene. Secondo i dati di organizzazioni non governative come Global Witness, nel solo 2014 in Honduras sono stati assassinati 12 ambientalisti che si opponevano a tali progetti.

## Attivismo
Nel 1993, come studentessa attivista, Cáceres fu cofondatrice del Consiglio delle organizzazioni popolari ed indigene dell'Honduras (COPINH), un'organizzazione in favore dei diritti umani dei popoli indigeni dell'Honduras. Berta ha diretto diverse campagne su molteplici temi tra cui la deforestazione illegale, la proprietà terriera e la presenza di basi statunitensi sulla terra dei Lenca. Condusse anche battaglie a proposito di femminismo, diritti della comunità LGBT e altre tematiche di carattere sociale ed indigeno.
Nel 2006 un gruppo di indigeni Lenca del Río Blanco chiese alla Cáceres di investigare sul recente arrivo di imprese costruttrici nell'area. Cáceres compì delle indagini ed informò la comunità che una joint venture tra la compagnia cinese Sinohydro, la Banca Mondiale, l'International Finance Corporation e la compagnia honduregna Desarrollos Energéticos, S.A. (conosciuta anche come DESA, ovvero Impresa Nazionale di Energia Elettrica) progettava di costruire alcune dighe idroelettriche sul fiume Gualcarque.
I costruttori però violarono il diritto internazionale nel momento in cui non consultarono le popolazioni locali rispetto al progetto. Il popolo Lenca lamentava che le dighe avrebbero messo a repentaglio l'accesso all'acqua, al cibo, altri materie utilizzate come medicinali ed il loro stesso modello di vita. Cáceres lavorò fianco a fianco della comunità nell'organizzazione di una campagna di protesta. Diede avvio anche ad un'azione legale, riunì le comunità locali che si opponevano al progetto e riuscì a portare il caso di fronte alla Commissione Interamericana dei diritti umani.
Dal 2013, Cáceres ha guidato il COPINH e la comunità locale nelle proteste contro la costruzione delle dighe impedendo l'accesso alle aree alle compagnie costruttrici. Il 15 luglio 2013, alcuni militari honduregni aprirono il fuoco contro i manifestanti uccidendo un membro del COPINH e ferendone altri tre. La comunità ha continuamente denunciato minacce e molestie da parte dei lavoratori delle compagnie, le guardie di sicurezza ed i militari. Nel maggio 2014, alcuni membri del COPINH furono attaccati in due separati incidenti. Due persone morirono mentre altre tre rimasero seriamente ferite.
A fine 2013, sia Sinohydro che International Finance Corporation abbandonarono il progetto a causa delle proteste del COPINH. Desarrollos Energéticos (DESA) decise di proseguire modificando però il luogo di costruzione del sito con l'intenzione di sviare le proteste. La DESA denunciò Berta e altri due indigeni per "usurpazione, coercizione e danni" nei confronti della compagnia e l'accusò di incitare alla violenza nei confronti della compagnia. In risposta a tali attacchi, Amnesty International dichiarò che se gli attivisti fossero stati arrestati, l'organizzazione li avrebbe considerati prigionieri di coscienza. Decine di altre organizzazioni sia regionali che internazionali fecero appello al governo dell'Honduras affinché smettesse di criminalizzare i difensori dei diritti umani e che, piuttosto, investigasse sulle minacce da loro ricevute.

## Minacce
Il 28 giugno 2009 la Commissione Interamericana dei diritti umani incluse Berta Cáceres nella lista di persone in pericolo di vita durante il colpo di stato in Honduras. Il giorno successivo la Commissione, sapendo che alcune forze militari avevano circondato l'abitazione della donna, chiese che l'Honduras autorizzasse delle misure precauzionali in sua difesa.
Nel 2013, Cáceres dichiarò ad Al Jazeera:
"L'esercito possiede una lista di 18 difensori dei diritti umani da uccidere ed il mio è il primo nome. Io voglio vivere perché ci sono ancora tante cose che desidero fare ma non ho mai pensato di smettere di combattere per il mio territorio e per una vita dignitosa anche perché la nostra battaglia è legittima. Io faccio attenzione alla mia sicurezza personale ma nel mio paese, dove l'impunità è totale, sono vulnerabile. Mi vogliono morta, e alla fine ci riusciranno".
Durante la campagna contro la diga, Cáceres e altri leader vennero spesso intimiditi dalla polizia. Una volta, mentre si stavano dirigendo verso il Rio Blanco, vennero fermati ad un posto di blocco e la loro automobile fu perquisita. Cáceres era convinta che durante la perquisizione i militari avessero posizionato una pistola all'interno dell'auto, fatto che causerà loro una notte di carcere. La Corte stabilì che Berta ogni settimana avrebbe dovuto presentarsi davanti a degli ufficiali per firmare e che non avrebbe potuto lasciare il paese. Queste misure rimasero effettive fino al febbraio 2014.
Alcuni documenti della Corte prodotti nel 2014 ma resi pubblici nel 2016 dimostrano come il governo e DESA presentarono ripetutamente Caceres e gli altri colleghi come violenti anarchici intenti a terrorizzare la popolazione con le proteste e li accusarono di usurpazione, coercizione, danni e di minare l'ordine democratico del paese. 
Secondo Gustavo Castro Soto uno dei motti preferiti di Berta era:
"Loro hanno paura di noi perché noi non abbiamo paura di loro".

## Omicidio
Cáceres è stata uccisa nella sua abitazione la notte del 2 marzo 2016 da alcuni uomini armati. L'attivista ambientale messicano Gustavo Castro Soto è stato ferito da due colpi di pistola alla mano e alla guancia. Gustavo era arrivato a La Esperanza il giorno precedente per incontrare altre 80 persone e "discutere con loro di alternative al progetto idroelettrico". Berta lo aveva invitato a restare da lei "dato che a casa sua c'era una migliore connessione internet che negli altri hotel".
Gustavo raccontò:
"Stavo lavorando al mio intervento quando ho sentito un rumore molto forte. Ho pensato che qualcosa era caduto, ma quando ho sentito urlare Berta ‘Chi è lì?’, ho capito che si trattava di qualcosa di brutto, che era la fine [...] Quando l'uomo armato mi ha raggiunto ho cercato di proteggermi il viso. Ho sentito una pallottola che passava a poca distanza dall'orecchio. Ho pensato che sarei morto. È un miracolo che sono sopravvissuto."
Per le "misure precauzionali" raccomandate dalla Commissione Interamericana dei diritti umani, il governo honduregno avrebbe dovuto proteggere Berta, ma il giorno in cui venne uccisa non c'era nessuno in sua difesa. Il Ministro degli Interni dell'Honduras dichiarò che l'abitazione in cui si trovava al momento dell'omicidio non era stata segnalata come suo domicilio. Berta, infatti, si era da poco trasferita in una nuova casa in La Esperanza.
Cáceres ha lasciato quattro figli e l'ex marito e co-leader, Salvador Zúñiga.

## Reazioni
Berta Isabel Zúñiga Cáceres, la figlia venticinquenne di Berta Cáceres, ha dichiarato in un'intervista che considerava responsabile della morte della madre la compagnia che stava preparando la costruzione della diga. Aggiunse "è molto facile pagare delle persone per commettere omicidi in Honduras, ma chi vi sta dietro sono uomini di potere con denaro ed apparati che permettono loro di compiere questi crimini" e ancora "hanno più volte assolto degli assassini nel tentativo di ucciderla".
L'uccisione di Cáceres è stata duramente condannata. L'ambasciatore statunitense in Honduras e l'Alto Commissariato per i diritti umani hanno auspicato l'apertura di un'indagine da parte dell'Organizzazione degli Stati Americani (OAS). Il presidente dell'Honduras Juan Orlando Hernández ha dichiarato che far luce sull'omicidio di Berta fosse una priorità del paese e Luis Almagro, segretario generale di OAS, ha ribadito la necessità di misure di protezione per i difensori dei diritti umani in Honduras.
Altre condanne sono provenute dall'attore statunitense ed ambientalista Leonardo DiCaprio, la scrittrice ed attivista Naomi Klein, Amnesty International, il cantante René Pérez dei Calle 13, l'ex senatore colombiano Piedad Córdoba, Oxfam, la sindaca di Barcellona Ada Colau, il senatore degli Stati Uniti Patrick Leahy ed il presidente venezuelano Nicolás Maduro.
Un centinaio di membri del COPINH ha marciato fino alla stazione di polizia della provincia per chiedere un'indagine internazionale e indipendente sull'omicidio di Berta. È stata organizzata una protesta anche al Harry S. Truman Building, in Washington, D.C. Il 4 marzo 2016, alcuni studenti dell'Università Autonoma Nazionale dell'Honduras hanno manifestato per denunciare l'inadeguata protezione che Berta aveva ricevuto. Proteste ebbero luogo anche davanti all'ambasciata dell'Honduras a Bogotà, San Cristóbal de las Casas, Vienna, Berlino e Barcellona.

## Indagini
Il 3 marzo 2016, giorno della morte di Berta, il governo ha effettuato l'autopsia sul corpo di Berta, anche se la famiglia aveva richiesto un'indagine forense indipendente da parte della Commissione Interamericana dei diritti umani. Il 3 marzo stesso, il governo ha aperto un'indagine ed ha attivato l'Unità per Crimini Violenti (Unidad de Delitos Violentos), che coordina le sue attività con gli Stati Uniti. Aureliano Molina Villanueva, membro del COPINH, fu arrestato quello stesso giorno perché sospettato di aver compiuto il crimine. Molina ha dichiarato che quello era un tentativo di depistare le indagini. Il 5 marzo, Molina è stato rilasciato per mancanza di prove. La guardia di sicurezza José Ismael Lemus venne ugualmente arrestata e rilasciata. La Corte stabilì che Ismael e Castro, il solo sopravvissuto all'attacco, dovessero rimanere nel Paese fino al termine delle indagini.
Sopravvissuto all'attacco ed unico testimone, Castro dichiarò in seguito di essere stato "sballottato tra ministri e tribunali che mi chiedevano in continuazione di raccontare quanto visto [...] impedendomi di lasciare il paese per un mese e trattandomi come un sospettato [...]. Passato un mese, il giudice in carica ha sospeso il mio avvocato. Hanno violato tutti i miei diritti. Ero molto impaurito. Pensavo che qualcosa mi potesse accadere in ogni momento. Mi sono sentito un capro espiatorio."
In 5 marzo durante una conferenza stampa, i quattro figli di Berta (Olivia, Berta, Laura e Salvador) espressero la loro totale sfiducia verso le indagini compiute dal governo honduregno, descrissero l'omicidio della madre come un atto politico e chiesero nuovamente l'apertura di un'indagine internazionale. Il 6 marzo 2016, il Presidente Hernández chiese all'Alto Commissariato per i diritti umani Zeid bin Ra'ad Al-Hussein di seguire le indagini sulla morte di Berta.
I giorni successivi all'omicidio, una delegazione di Amnesty ha incontrato il Ministro dei Diritti Umani, della Giustizia, degli Interni e della Decentralizzazione e rappresentanti del Ministero della Sicurezza, degli Affari Esteri, della società civile e membri della famiglia di Berta. Amnesty ha anche criticato il Presidente Hernández per aver negato l'incontro con i famigliari di Berta, alcuni difensori dei diritti umani e Amnesty stessa.
Un mese dopo la morte di Berta, le autorità honduregne annunciarono che il 13 marzo precedente avevano compiuto un'incursione negli uffici DESA ed interrogato i dipendenti della compagnia.
Il 16 maggio 2016, il governo ha arrestato quattro uomini. Uno è il manager DESA per le questioni ambientali e sociali, un altro è un ex dipendente della compagnia di sicurezza ingaggiata dalla DESA, gli ultimi due sono un comandante dell'esercito ed un capitano in pensione. L'ambasciatore statunitense in Honduras ha applaudito il governo honduregno per l'operato.

## Premi
- 2012 - Premio "Shalom", Università Cattolica di Eichstätt-Ingolstadt.[58]
- 2014 - finalista al "Front Line Defenders Award", Dublino.[9]
- 2015 - Goldman Environmental Prize.[8]
- Nell'aprile 2015, l'organizzazione internazionale sui diritti umani Global Witness presentò il caso di Cáceres come emblematico dei rischi che corrono gli attivisti ambientali in Honduras. Il Paese ha, infatti, il più alto numero pro capite di attivisti ambientali e difensori della terra uccisi.